# Eleutherodactylus guanahacabibes
Eleutherodactylus guanahacabibes é uma espécie de anfíbio  da família Eleutherodactylidae.
É endémica de Cuba.
Os seus habitats naturais são: florestas subtropicais ou tropicais húmidas de baixa altitude, áreas rochosas e cavernas.
Está ameaçada por perda de habitat.